# Pokoušení
Pokoušení je divadelní hra Václava Havla napsaná roku 1985 a poprvé hraná v rakouském Burgtheateru 22. května 1986. V Česku byla hra poprvé hrána roku 1990 v Divadle J. K. Tyla. Jedná se o absurdní drama. Přestože se jedná o adaptaci faustovského tématu, Havel se inspiruje spíše lidovými příběhy (Volksbücher) o Faustovi, než dílem Faust německého spisovatele Johanna Wolfganga Goetha. Hra se snaží vyvrátit domněnku, že nad zlem se dá vyhrát pomocí lži a zrady.

## Postavy
- Doktor Foustka – Pracovník vědeckého ústavu. S Fistulou se setkává za dobrým úmyslem, netuší, že je donašeč. Je zamilovaný do sekretářky Markéty.
- Fistula – Starý, odpudivý a zapáchající důchodce, který se údajně vyzná v magii. Svoji znalost pouze předstírá a ve skutečnosti na Foustka donáší. Ve hře má představovat ďábla.
- Markéta – Sekretářka v ústavu. Jako jediná se za doktora Foustka postaví.

## Děj
Hra je zasazena do období tzv. normalizace (70. až 80. léta 20. století) a odehrává se ve vědeckém ústavu, který má střežit „vědeckost vědy“. Ústavu velí primář. Doktora Foustku, odborníka na střežení vědy, který je neustále kontaktován zástupcem primáře a tajemníkem a v ústavu se nudí a sám se ve volném čase zajímá o magii, navštíví v jeho bytě podivný a páchnoucí stařec Fistula, který o sobě tvrdí, že se v magii vyzná. Foustka Fistulovi nedůvěřuje, považuje jej za provokatéra; Fistula nabízí Foustkovi důkaz funkčnosti nadpřirozených sil, a proto mu slíbí, že se do Foustka zamiluje sekretářka Markéta, což se stane; později je Markéta jediná, kdo se Foustky zastane při vyšetřování Foustkových konexí s Fistulou. Doktor Foustka přijme Fistulovu nabídku a projeví zájem o iniciaci do ezoteriky. Když se to ale jeho kolegové dozví, obviní ho z ničení vědy. Zachrání se pouze tím, že prohlásí poznání magie za jedinou cestu, která může vědu uchránit od pověr, a tak splnit poslání ústavu. Když je Foustka vyšetřován vedoucími pracovníky nejmenovaného vědeckého ústavu, jediná Markéta se ho zastane. Foustka je ale sobec, a dívku tak přivede do blázince. Fistula se nakonec ukáže jako tajný agent, který pracuje pro primáře vědeckého ústavu a usvědčí Fistulu ze lží a podvodů.

## Vznik hry
Prvním impulzem ke vzniku hry byl Havlův pobyt ve vězení v roce 1977. Koncepci hry v průběhu následujících let několikrát přepracoval – z původního plánu zbylo podle autorových slov jen „téma pokušení (výměna vlastní identity za ‚svět jsoucen‘)“. Definitivní verze vznikla až v roce 1985, Havel ji napsal během deseti dní a z bezpečnostních důvodů ji namluvil na magnetofonový pásek. Premiéra hry ve vídeňském Burgtheatru se konala 26. května 1986.

## Interpretace
Havlovo Pokoušení je jednou z českých adaptací faustovské tematiky. Doktor Foustka evidentně představuje Fausta – Václav Havel proměnil velice vtipně jméno Faust na Foustka; toto slovo vyvolává komické asociace se slovy „fousky“ a „loutka“, což symbolicky kontrastuje se vznešenými německými významy slova Faust („faustus“ znamená blažený, „Faust“ zase pěst); jméno Fistula je zase jakousi poloviční přesmyčkou jména Mefistofeles.
Havlův Foustka je, stejně jako Goethův Faust, zprvu nedůvěřivý k Fistulovi, kterého lze považovat za zpodobnění ďábla, archetypálnější než Mefistofeles, na rozdíl od běžných čertů neposkytuje své oběti žádné efektivní a užitečné služby. Na rozdíl od Fausta, Foustka neuzavře s ďáblem smlouvu, nedopustí se hříchu zřeknutí se Boha a zaprodání duše  a také se nikdy nestane vyloženě kumpánem Satana jako Faust, který, zejména v druhém díle, s Mefistofelem aktivně a ochotně spolupracuje, spíše se chová jako partner než jako vazal; Foustka se naopak k Fistulovi po celý průběh dramatu chová nepřátelsky. Dokonce Foustka ani nevyužije ďáblových služeb ve svůj prospěch, pouze chce studovat magii a zejména Fistulovy metody a konexe. A nakonec není zničen ani touhou po poznání (kdyby mu o něj šlo, spolupracoval by naoko pouze s vědeckým ústavem, nebo pouze s Fistulou, ale ne s oběma, podle toho, co by považoval za pravdivé), ale sítí vlastních lží. Na rozdíl od Goethova Fausta, Havlův Foustka prohrává svou hru s ďáblem. Goethův Mefistofeles evidentně prohrává ve své sázce s Hospodinem, když andělé odnáší to, co je na Faustovi nesmrtelné, do nebe; Fistula, postava spíše parodizující démony, naopak končí dobře; Foustku nezničí Fistula ani žádný vliv zvenčí, ale jeho přesvědčení o vlastní inteligenci a o tom, že může všem lhát a mít na zřeteli pouze svůj vlastní prospěch. Hru lze vnímat jako jako zrcadlo totalitní společnosti, tak jako – v obecnějším plánu – jako pohled na moderní lidskou civilizaci jako takovou.
Hra pracuje s velmi pečlivou kompozicí a jednotlivé výroky a výstupy vytvářejí antiteze a paralely. Zdánlivě jednoznačná stanoviska a pravidla objektivní reality se tím komplikují a hra se stává mnohovýznamovou – Foustkovy hodnotné apely na mravy jsou paradoxně motivovány ziskem, naopak i pochybné postavy (jako Fistula či Zástupce) pronášejí výroky o podstatě pravdy, které jsou pro celkový smysl hry konstitutivní. V některých případech je opakování motivováno vzbuzováním dojmu grotesknosti a vyprázdněnosti života a řeči. Podobně se v jazyce díla mísí stylově pokleslé, konvenční, pseudovědecké a ideologické promluvy s formálně dokonalými a složitými výroky. Od Havlových her ze 60. let (jako Zahradní slavnost) se však jazyk díla liší především tím, že „blábolׅ“ není určujícím prvkem výstavby textu.